# 남원주 나들목
남원주 나들목(S.Wonju IC)은 강원특별자치도 원주시 무실동에 설치된 중앙고속도로의 31번 교차로이다. 흥업면, 원주시내로 진출할 수 있으며, 인근에 강릉원주대학교 원주캠퍼스, 한라대학교가 있다. 개통 당시에는 만종요금소에서 통행권을 뽑고 국도 제19호선과 클로버 형태로 입체 교차하는 구조를 이루었으나, 이후 부산 방향으로 약간 떨어진 곳으로 이설하였다.
단계동에 있는 원주시외버스터미널에서 가깝다. 다만 고속버스들은 대부분 문막이나 우산동 등지에서 중간 승하차하기 때문에, 시외버스들이 이 나들목을 주로 이용한다.
중앙선 선로를 이설하면서 신축한 원주역도 이 나들목 남쪽에 있다.

## 연혁
- 1994년 12월 15일 : 중앙고속도로 남원주 ~ 만종 구간 개통과 함께 영업 개시[2]
- 1998년 11월 7일 : 2001년까지 나들목 개량 공사로 원주시 도시계획시설 교통광장에 기존 클로버형 나들목을 폐지하고 지금의 트럼펫형 나들목 위치에 교통광장 신설[3]
- 2020년 10월 16일 : 나들목 요금소에 다차로 하이패스 시스템 도입[4]

## 구조물 정보
- 위치: 강원특별자치도 원주시 무실동
- 영업소: 강원특별자치도 원주시 지니기길 35 (무실동)

## 접속하는 도로
- 북원로 (구 국도 제19호선)

## 교통량 정보
| 요금소          | 통행량 (대/일) | 통행량 (대/일) | 통행량 (대/일) | 통행량 (대/일) | 통행량 (대/일) | 통행량 (대/일) | 통행량 (대/일) | 통행량 (대/일) | 통행량 (대/일) | 통행량 (대/일) | 각주  |
| 요금소          | 2001년         | 2002년         | 2003년         | 2004년         | 2005년         | 2006년         | 2007년         | 2008년         | 2009년         | 2010년         | 각주  |
| --------------- | -------------- | -------------- | -------------- | -------------- | -------------- | -------------- | -------------- | -------------- | -------------- | -------------- | ----- |
| 남원주 (폐쇄식) | 9,714          | 9,023          | 9,251          | 8,924          | 9,137          | 9,304          | 9,548          | 9,027          | 9,332          | 9,503          | [ 5 ] |
| 요금소          | 2011년         | 2012년         | 2013년         | 2014년         | 2015년         | 2016년         | 2017년         | 2018년         | 2019년         |                | [ 5 ] |
| 남원주 (폐쇄식) | 9,442          | 9,556          | 9,935          | 10,176         | 10,859         | 11,367         | 12,780         | 13,028         | 13,276         |                | [ 5 ] |